# Overkill (canción)
«Overkill» es una canción de la banda de heavy metal británica Motörhead de su álbum de 1979 Overkill. Es una de las canciones más populares del grupo que la tocan en casi todos sus conciertos. Fue escrita por todos los miembros de esa época. 
La canción fue regrabada por la banda para el videojuego de 2008 Guitar Hero World Tour.
También ha sido versionada por varios artistas, entre ellos Metallica y Overkill.

## Estructura
La canción se caracteriza por la sencillez de su letra. Posee un riff de batería muy repetitivo con el que se comienza la canción y en las dos pausas. El bajo es el segundo instrumento en entrar en escena. Es una canción un poco difícil para la guitarra ya que posee cuatro solos.
La canción es reconocible por sus dos pausas, en las que se da la impresión de que la canción termina, pero luego la batería entra otra vez, seguida del bajo y por último la guitarra.
La canción también es famosa por ser de las primeras en utilizar la técnica del doble bombo con rapidez.

## Formación
- Lemmy Kilmister - bajo y voz
- Eddie Clarke - guitarra
- Phil "Philthy Animal" Taylor - batería

- Datos: Q2260866